# Mario Beccia
Mario Beccia est un coureur cycliste italien, né le 16 août 1955 à Troia, dans la province de Foggia dans les Pouilles. Il fut professionnel de 1977 à 1988.

## Biographie
Mario Beccia a terminé neuf fois dans les vingt premiers du Giro en dix participations, dont six fois dans le top dix. En 1982, il parvient à accompagner Bernard Hinault lors de la première étape de montagne de cette édition. 
Vainqueur du Tour de Suisse 1980, lauréat surprise de la Flèche Wallonne 1982, il a aussi fini second du Championnat de Zurich 1985 (battu au sprint d'un quart de roue par Ludo Peeters) et troisième de Milan-San Remo 1986, devancé par ses deux compagnons d'échappée, Sean Kelly et Greg Lemond.

## Palmarès

### Palmarès amateur
- 1975
  - Schio-Ossario del Pasubio
- 1976
  - Montebelluna-Pinezze
  - Schio-Ossario del Pasubio
  - Cronoscalata della Futa

### Palmarès professionnel
- 1977
  - Tour d'Émilie
  - Tour d'Italie :
    -  Classement du meilleur jeune
    - 6e étape

  - 2e du Tour des Apennins
  - 2e du Grand Prix de l'industrie et du commerce de Prato
  - 9e du Tour d'Italie
- 1978
  - 3e du Tour d'Ombrie
  - 3e du Trophée Matteotti
- 1979
  - 1re étape du Tour d'Italie
  - 2e du Tour des Apennins
  - 6e du Tour d'Italie
  - 10e de Milan-San Remo
- 1980
  - Tour de Suisse :
    - Classement général
    - 8e étape

  - 2e du Tour des Apennins
  - 3e du Tour du Nord-Ouest de la Suisse
  - 6e du Tour d'Italie
  - 10e du Tour de Lombardie
- 1981
  - 4e étape du Tour d'Italie
  - 2e du Tour du Pays basque
- 1982
  - Flèche wallonne
  - 3e étape du Tour de Romandie
  - 19e étape du Tour d'Italie
  - 3e du Tour des Apennins
  - 3e du Tour de Campanie
  - 3e du Trophée Pantalica
  - 7e du Tour d'Italie
- 1983
  - 19e étape du Tour d'Italie
  - 3e étape du Tour de Romandie
  - 3e de la Ruota d'Oro
  - 4e du Tour d'Italie
  - 6e du Tour de Suisse
- 1984
  - Tour des Apennins
  - Tour d'Ombrie
  - Milan-Vignola
  - 3e étape de Tirreno-Adriatico
  - 9e du Tour d'Italie
- 1985
  - 2e du Championnat de Zurich
  - 3e du Grand Prix de l'industrie et du commerce de Prato
  - 7e de la Flèche wallonne
  - 8e de Liège-Bastogne-Liège
  - 10e du Tour de Lombardie
- 1986
  - 3e de Milan-San Remo

## Résultats sur les grands tours

### Tour d'Italie
10 participations
- 1977 : 9e, vainqueur du  classement du meilleur jeune et de la 6e étape
- 1979 : 6e, vainqueur de la 1re étape
- 1980 : 6e
- 1981 : 12e, vainqueur de la 4e étape
- 1982 : 7e
- 1983 : 4e, vainqueur de la 19e étape
- 1984 : 9e
- 1985 : 12e
- 1986 : 31e
- 1987 : 17e

### Tour de France
2 participations
- 1982 : 33e
- 1986 : abandon (12e étape)